# Arnela Muminović
Arnela Muminović (født 14. januar 1988) er en dansk, tidligere fodboldspiller og sportsjournalist. Hun er fodboldkommentator og ekspert for DR og kommenterer kampe ved VM- og EM-slutrunder for både mænd og kvinder.
Muminović stammer fra Bosnien og kom til Danmark som 4-årig flygtning.
Hun boede 3 år på asylcenter ved Hald Ege, hvor hun blandt andet spillede fodbold.
Fra Muminović var 8 til 11 år boede hun i Kjellerup, og der gik hun i klasse med den senere Superliga-spiller Rasmus Festersen.
Muminović spillede klubfodbold i Team Viborg som angriber,
og spiller nu for Sundby Boldklub.
Hun har spillet flere U17-landsholds- og U19-landsholdskampe, hvor hun i alt har scoret 6 mål.
Som 18-årig pådrog hun sig en korsbåndskade, der holdt hende ude fra fodbold i to år.
Muminović har en uddannelse fra Danmarks Journalisthøjskole.
Hun var journalistpraktikant på TV3 Sport 2012–2013. Efterfølgende skrev hun en kort periode for bold.dk, og siden december 2014 har hun skrevet som freelance sportsjournalist for Ekstra Bladet.
Derudover har Muminović været fodboldkommentator for Eurosport til Bundesliga Women og fodboldanalytiker for DR i forbindelse med mændenes Europamesterskab i 2016. Her var hun DR's første kvindelige fodboldanalytiker for mændenes EM,
og Henrik Palle skrev i Politiken at hun i den rolle var "indsigtsfuld, kompetent og velformuleret". Hun optrådte også som ekspert på DR1 i forbindelse med mændenes fodbold VM i 2018. Hun fungerer til dagligt som journalist og kommentator for DR Sporten.